# Lophocoleus rubrescens
Lophocoleus rubrescens là một loài bướm đêm trong họ Noctuidae.